# Saison 4 de The Resident
 (septembre 2021).
Si vous disposez d'ouvrages ou d'articles de référence ou si vous connaissez des sites web de qualité traitant du thème abordé ici, merci de compléter l'article en donnant les références utiles à sa vérifiabilité et en les liant à la section « Notes et références ».
Chronologie
Saison 3 Saison 5
Cet article présente le guide des épisodes de la quatrième saison de la série télévisée américaine  The Resident.

## Généralités
- Aux États-Unis, cette saison a été diffusée du 12 janvier au 18 mai 2021.
- Au Canada, elle a été diffusée en simultané sur le réseau CTV.
- En France, elle a été diffusée du 4 janvier au 8 février 2023 sur TF1.

## Distribution

### Acteurs principaux
- Matt Czuchry (VF : Ludovic Baugin) : Resident Conrad Hawkins
- Emily VanCamp (VF : Cindy Tempez) : Infirmière Nicolette « Nic » Nevin
- Manish Dayal (VF : Nathanel Alimi) : Dr Devon Pravesh
- Shaunette Renée Wilson (VF : Laurence Mongeaud) : Dr Mina Okafor (épisodes 1 à 10)
- Bruce Greenwood (VF : Bernard Lanneau) : Dr Randolph Bell
- Malcolm-Jamal Warner (VF : Bertrand Dingé) : Dr AJ Austin
- Glenn Morshower (VF : Richard Leroussel) : Marshall Winthrop
- Jane Leeves (VF : Laurence Dourlens) : Kitt Voss
- Morris Chestnut : Dr Barrett Cain
- Jessica Lucas : Dr Billie Sutton, résidente en neurochirurgie

### Acteurs récurrents
- Michael Hogan : Dr Albert Nolan, chirurgien traumatologue
- Tasso Feldman (VF : Stéphane Marais) : Dr Irving Feldman, médecin urgentiste
- Jessica Miesel (VF : Diane Kristanek) : Infirmière Jessica Moore
- Catherine Dyer (en) : Infirmière Alexis Stevens
- Vince Foster (VF : Jean Rieffel) : Dr Paul Chu
- Denitra Isler : Infirmière Ellen Hundley
- Corbin Bernsen : Kyle Nevin, père de Nic
- Michael Paul Chan : Yee Austin
- Denise Dowse (en) : Carol Austin
- Rob Yang : Logan Kim
- Shazi Raja : Nadine Suheimat
- Anuja Joshi : Dr Leela Devi, nouvelle interne en chirurgie
- Conrad Ricamora : Jake Wong
- Nichelle Hines : Nichelle Randall
- Cara Ricketts : Rose Williams

## Épisodes

### Épisode 1:Un mariage, un enterrement
- Le mariage (France)

- États-Unis /  Canada : 12 janvier 2021 sur Fox / CTV
- France :
  - 14 septembre 2021 sur Warner TV
  - 4 janvier 2023 sur TF1

- États-Unis : 3,92 millions de téléspectateurs (première diffusion)
- France : 2,51 millions de téléspectateurs (première diffusion)

### Épisode 2:La justice de Mina
- La justice selon Mina (France)

- États-Unis /  Canada : 19 janvier 2021 sur Fox / CTV
- France :
  - 14 septembre 2021 sur Warner TV
  - 4 janvier 2023 sur TF1

- États-Unis : 3,42 millions de téléspectateurs (première diffusion)

### Épisode 3:Le patient accidentel
- Silence, ça tourne (France)

- États-Unis /  Canada : 26 janvier 2021 sur Fox / CTV
- France : 
  - 21 septembre 2021 sur Warner TV
  - 11 janvier 2023 sur TF1

- États-Unis : 3,58 millions de téléspectateurs (première diffusion)

### Épisode 4:Tourner la page et mères poules
- Overdose d'attentions (France)

- États-Unis /  Canada : 2 février 2021 sur Fox / CTV
- France :
  - 21 septembre 2021 sur Warner TV
  - 11 janvier 2023 sur TF1

- États-Unis : 4,09 millions de téléspectateurs (première diffusion)

### Épisode 5:Rentre avant la nuit
- Face au crépuscule (France)

- États-Unis /  Canada : 9 février 2021 sur Fox / CTV
- France :
  - 28 septembre 2021 sur Warner TV
  - 18 janvier 2023 sur TF1

- États-Unis : 3,44 millions de téléspectateurs (première diffusion)

### Épisode 6:Requiem et renouveaux
- La transition (France)

- États-Unis /  Canada : 16 février 2021 sur Fox / CTV
- France :
  - 28 septembre 2021 sur Warner TV
  - 18 janvier 2023 sur TF1

- États-Unis : 3,80 millions de téléspectateurs (première diffusion)

### Épisode 7:Heures de gloire
- La blessure cachée (France)

- États-Unis /  Canada : 2 mars 2021 sur Fox / CTV
- France :
  - 5 octobre 2021 sur Warner TV
  - 25 janvier 2023 sur TF1

- États-Unis : 3,57 millions de téléspectateurs (première diffusion)

### Épisode 8:Premiers jours, dernier jour
- La relève (France)

- États-Unis /  Canada : 9 mars 2021 sur Fox / CTV
- France :
  - 5 octobre 2021 sur Warner TV
  - 25 janvier 2023 sur TF1

- États-Unis : 3,46 millions de téléspectateurs (première diffusion)

### Épisode 9:Des portes s'ouvrent, d'autres se ferment
- Les pères adoptifs (France)[1]

- États-Unis /  Canada : 13 avril 2021 sur Fox / CTV
- France :
  - 12 octobre 2021 sur Warner TV
  - 1er février 2023 sur TF1[1]

- États-Unis : 3,54 millions de téléspectateurs (première diffusion)

### Épisode 10:Vers l'inconnu
- Partir sans se quitter (France)[2]

- États-Unis /  Canada : 20 avril 2021 sur Fox / CTV
- France :
  - 12 octobre 2021 sur Warner TV
  - 1er février 2023 sur TF1[2]

- États-Unis : 3,52 millions de téléspectateurs (première diffusion)

- Cet épisode marque le départ de l'actrice Shaunette Renée Wilson.

### Épisode 11:Après la tempête
- Nuit d'orage (France)[3]

- États-Unis /  Canada : 27 avril 2021 sur Fox / CTV
- France :
  - 19 octobre 2021 sur Warner TV
  - 1er février 2023 sur TF1[3]

- États-Unis : 3,29 millions de téléspectateurs (première diffusion)

### Épisode 12:Espoirs incertains
- Un seul espoir (France)[4]

- États-Unis /  Canada : 4 mai 2021 sur Fox / CTV
- France :
  - 19 octobre 2021 sur Warner TV
  - 8 février 2023 sur TF1[4]

- États-Unis : 3,43 millions de téléspectateurs (première diffusion)

### Épisode 13:Une histoire pour enfants
- Si bien ensemble (France)[5]

- États-Unis /  Canada : 11 mai 2021 sur Fox / CTV
- France : 
  - 26 octobre 2021 sur Warner TV
  - 8 février 2023 sur TF1[5]

- États-Unis : 3,10 millions de téléspectateurs (première diffusion)

### Épisode 14:Passé, présent, futur
- La plus belle merveille du monde (France)[6]

- États-Unis /  Canada : 18 mai 2021 sur Fox / CTV
- France :
  - 26 octobre 2021 sur Warner TV
  - 8 février 2023 sur TF1[6]

- États-Unis : 3,04 millions de téléspectateurs (première diffusion)